# Alcithoe
Afroapoderus es un género de moluscos marinos de la familia Volutidae. El género fue descrito científicamente primero por H. y A. Adams en 1853. El registro más antiguo se remonta a 56 millones de años atrás. El largo máximo del cuerpo era de 5,83 cm, y vivía en una profundidad de entre 137 y 1015,5 metros, a una temperatura máxima de 14,34 °C.
Esta es una lista de especies perteneciente a este género:
- Alcithoe aillaudorum (Bouchet, Ph. & G.T. Poppe, 1988)
- Alcithoe albescens Bail & Limpus, 2005
- Alcithoe arabica (Gmelin, 1791)
- Alcithoe benthicola (Dell, 1963)
- Alcithoe colesae Bail & Limpus, 2005
- Alcithoe chathamensis (Dell, 1956)
- Alcithoe davegibbsi (Hart,1999)
- Alcithoe fissurata (Dell, 1963)
- Alcithoe flemingi Dell, 1978 photo
- Alcithoe fusus (Quoy & Gaimard, 1833)
- Alcithoe grahami (Powell, 1965)
- Alcithoe haurakiensis Dell, 1956
- Alcithoe hedleyi (Murdoch & Suter, 1906)
- Alcithoe jaculoides Powell, 1924 - synonym: Alcithoe calva Powell, 1928
- Alcithoe knoxi (Dell, 1956)
- Alcithoe larochei Marwick, 1926
- Alcithoe lutea (Watson, 1882)
- Alcithoe ostenfeldi (Iredale, 1937)
- Alcithoe pacifica
- Alcithoe pseudolutea
- Alcithoe seelyeorum Bail & Limpus, 2005
- Alcithoe smithi (Powell, 1950)
- Alcithoe tigrina Bail & Limpus, 2005
- Alcithoe triregensis Bail & Limpus, 2005
- Alcithoe wilsonae (Powell, 1933)